# Michel Lefait
Pour les articles homonymes, voir Lefait.
Michel Lefait est un homme politique français, né le 20 mai 1946 à Blendecques (Pas-de-Calais).

## Biographie
Membre du parti socialiste, il est maire d'Arques de 1977 à 2001.
Il est élu député en 1997 pour la XIe législature (1997-2002) succédant à Jean-Jacques Delvaux.
Il est réélu député le 10 juin 2007, dès le premier tour, pour la XIIIe législature (2007-2012), dans la circonscription du Pas-de-Calais (8e). Il est le seul candidat socialiste de France à être élu dès le premier tour des législatives, face à la vague UMP à la suite de l'élection de Nicolas Sarkozy à la présidence de la République le 6 mai 2007.
En 2012, il est réélu au second tour face à François Decoster.
En 2016, il annonce qu'il ne brigue pas un nouveau mandat de député,.
À la suite des Élections législatives françaises de 2017, Benoît Potterie lui succède au poste de député.

## Mandats
- 27/03/1977 - 18/03/2001 : maire d'Arques (Pas-de-Calais)
- 10/03/1985 - 21/03/1992 : membre du conseil général du Pas-de-Calais
- 29/03/1992 - 23/03/1998 : vice-président du conseil général du Pas-de-Calais
- 01/06/1997 - 18/06/2002 : député
- 23/03/1998 - 28/03/2015 : membre du conseil général du Pas-de-Calais
- 19/06/2002 - 09/06/2007 : député
- 10/06/2007-  11/06/2017 : député

## Mandat en cours
Il est depuis 1998 vice-président du conseil général du Pas-de-Calais.[réf. souhaitée]